# Janusz Darocha
Janusz Darocha (ur. 27 czerwca 1960 w Łodzi) – polski pilot samolotowy, cywilny i sportowy, uznawany za jednego z najwybitniejszych zawodników w historii sportu samolotowego. Wielokrotny medalista mistrzostw świata i Europy w lataniu precyzyjnym i rajdowo-nawigacyjnym. Wielokrotny Mistrz Polski.
Syn Franciszka, oficera sił powietrznych, zatrudnionego w obsłudze technicznej m.in. lotniska wojskowego w Łasku. Pierwsze lata życia mieszkał w Łasku, gdzie uczęszczał do Szkoły Podstawowej nr 2. W wieku 13 lat wraz z rodziną przeprowadził się do Częstochowy. Szkolenie szybowcowe rozpoczął w 1977 w Aeroklubie Częstochowskiego, którego został członkiem, następnie też instruktorem. W 1980 został absolwentem Technicznych Zakładów Naukowych w Częstochowie. W tym samym roku został pilotem samolotowym.
W 1985 otrzymał złoty Medal za Wybitne Osiągnięcia Sportowe. W 1994 został odznaczony Złotym Krzyżem Zasługi za zasługi w działalności na rzecz rozwoju sportu lotniczego, w 2001 otrzymał Krzyż Kawalerski Orderu Odrodzenia Polski. Czterokrotny laureat Plebiscytu Przeglądu Sportowego na 10 najlepszych sportowców Polski: 1986 – 3. miejsce, 1991 – 4. miejsce, 1993 – 10. miejsce, 1994 – 8. miejsce.
W 2011 roku został wyróżniony Dyplomem Paula Tissandiera przez Międzynarodową Federacje Lotniczą (FAI). Zawodowo podjął służbę w Państwowej Straży Pożarnej.

## Najważniejsze osiągnięcia sportowe
Mistrzostwa świata w lataniu precyzyjnym
- 1985: VI MŚ – brąz indywidualnie, złoto drużynowo.
- 1987: VII MŚ – brąz ind., złoto druż.
- 1989: VIII MŚ – złoto ind. i druż.
- 1990: IX MŚ – srebro ind., złoto druż.
- 1994: XI MŚ – złoto ind. i druż.
- 1996: XII MŚ – złoto ind. i druż.
- 1998: XIII MŚ – złoto ind. i druż.
- 2000: XIV MŚ – brąz ind., złoto druż.
- 2002: XV MŚ – srebro ind. i druż.
- 2006: XVII MŚ – srebro ind., złoto druż.
- 2009: XIX MŚ – srebrny medal, tytuł Wicemistrza Świata

Mistrzostwa świata w lataniu rajdowym
- 1986: V MŚ – złoto ind. (z K. Lenartowiczem) i druż.
- 1991: VII MŚ – złoto ind. (ze Z. Chrząszczem) i druż.
- 1993: VIII MŚ – złoto ind. (ze Z. Chrząszczem) i druż.
- 1995: IX MŚ – srebro ind. (ze Z. Chrząszczem), złoto druż.
- 1997: X MŚ – srebro ind. (ze Z. Chrząszczem), złoto druż.
- 1999: XI MŚ – srebro ind. (ze Z. Chrząszczem), złoto druż.
- 2001: XII MŚ – złoto ind. (ze Z. Chrząszczem) i druż.
- 2003: XIII MŚ – srebro ind. (ze Z. Chrząszczem), brąz druż.
- 2004: XIV MŚ – srebro drużynowo (6. miejsce ind.)
- 2006: XV MŚ – srebro drużynowo (6. miejsce ind.)
- 2008: XVI MŚ – złoto ind. (ze Z. Chrząszczem) i druż.
- 2010: XVII MS – złoto ind. (ze Z. Chrzaszczem) i druż.

Mistrzostwa Europy w lataniu precyzyjnym
- 1986: złoto ind. i druż.
- 1991: srebro ind., złoto druż.
- 1993: złoto ind. i druż.
- 1995: złoto ind. i druż.
- 1997: złoto ind., brąz druż.
- 1999: srebro druż.
- 2001: srebro druż.
- 2003: srebro druż.
- 2005: złoto ind. i druż.

Mistrzostwa Europy w lataniu rajdowym
- 1994: srebro ind. (ze Z. Chrząszczem), złoto druż.
- 1996: srebro ind. (ze Z. Chrząszczem), złoto druż.
- 2002: srebro ind. (ze Z. Chrząszczem), złoto druż.
- 2004: srebro ind. (ze Z. Chrząszczem), złoto druż.
- 2011 – złoto ind. (ze Z. Chrząszczem), złoto druż.

Mistrzostwa Polski w lataniu rajdowym
(lista niepełna)
- 2018 (VIII): złoto (ze Z. Chrząszczem)[6]